# Flip It Like Disick
Flip It Like Disick là một chương trình truyền hình thực tế của Mỹ được phát sóng trên kênh truyền hình cáp E!. Nó ra mắt vào ngày 4 tháng 8 năm 2019, chương trình là câu chuyện của Scott Disick và nhóm của anh ấy khi họ cải tạo những ngôi nhà sang trọng ở khu vực Los Angeles. Nhóm của Disick bao gồm người bạn thân nhất và đối tác kinh doanh của anh ấy là Benny Luciano, nhà môi giới bất động sản Kozet Luciano (vợ của Benny), trợ lý của Disick, Lindsay Diamond, và ca sĩ nhạc pop kiêm nhà thiết kế nội thất Willa Ford. Mùa đầu tiên có nhiều ngôi sao khách mời, bao gồm Steve Aoki,  Kris Jenner và Sofia Richie. Ban đầu, chương trình có tựa đề "Royally Flipped".
Trong Phần một, Disick và nhóm của anh ấy cố gắng mua và cải tạo Ngôi nhà Jed Smith. Disick và nhóm của anh ấy đã niêm yết căn nhà với giá cao hơn gấp đôi giá mà họ đã mua nó. Tính đến tháng 4 năm 2020, ngôi nhà vẫn chưa được bán.

## Tổng quan về chương trình
| Mùa | Mùa | Số tập | Số tập | Phát sóng gốc      | Phát sóng gốc       |
| Mùa | Mùa | Số tập | Số tập | Phát sóng lần đầu  | Phát sóng lần cuối  |
| --- | --- | ------ | ------ | ------------------ | ------------------- |
|     | 1   | 8      | 8      | 4 tháng 8 năm 2019 | 29 tháng 9 năm 2019 |

## Các tập phim

### Phần 1 (2019)
| TT. tổng thể | TT. trong mùa phim | Tiêu đề                     | Ngày phát hành gốc  | Người xem tại US (triệu) |
| --- | ------------------ | --------------------------- | ------------------- | ------------------------ |
| 1 | 1                  | "The Lord Is Back"          | 4 tháng 8 năm 2019  | 0.455                    |
| Disick and the team go to Las Vegas to remodel Steve Aoki's mansion.                                                          |                    |                             |                     |                          |
| 2 | 2                  | "Family Matters"            | 11 tháng 8 năm 2019 | 0.394                    |
| The team has purchased the Jed Smith house and the plans are ready, but Miki and Willa are at odds about how to move forward. |                    |                             |                     |                          |
| 3 | 3                  | "Miki vs. Malibu"           | 18 tháng 8 năm 2019 | 0.358                    |
| Scott decides to redo the pool at his personal residence.                                                                     |                    |                             |                     |                          |
| 4 | 4                  | "Jungle Rules"              | 25 tháng 8 năm 2019 | 0.289                    |
| The homeowner's association threatens to shut them down and Miki feels disrespected.                                          |                    |                             |                     |                          |
| 5 | 5                  | "Unexpected Help"           | 8 tháng 9 năm 2019  | 0.342                    |
| Willa and Benny renovate their offices.                                                                                       |                    |                             |                     |                          |
| 6 | 6                  | "More Money, More Problems" | 15 tháng 9 năm 2019 | 0.384                    |
| A problem at the Jed Smith house threatens to jeopardize the entire project.                                                  |                    |                             |                     |                          |
| 7 | 7                  | "Thank You, Next"           | 22 tháng 9 năm 2019 | 0.377                    |
| The team considers different options regarding how to move forward with the Jed Smith house.                                  |                    |                             |                     |                          |
| 8 | 8                  | "The Race To The Finish"    | 29 tháng 9 năm 2019 | 0.279                    |
| The team attempts to finish the Jed Smith house and get it listed before the end of summer.                                   |                    |                             |                     |                          |